# Ericeia lituraria
Ericeia lituraria là một loài bướm đêm trong họ Erebidae.